# Temple de Cíbele
El Temple de Cíbele o de Magna Mater fou un temple dalt del turó Palatí de Roma, el principal dedicat a la ciutat a Cíbele o Magna Mater. El van alçar després que una ambaixada romana portàs de tornada la seua imatge des de Pessinunt, Anatòlia, al 204 aC. Va ser dedicat l'11 d'abril del 191 aC pel pretor Marc Juni Brut, ocasió per a la qual s'instituïren els Ludi Megalenses, que se celebraven entre el 4 i el 10 d'abril davant del temple.

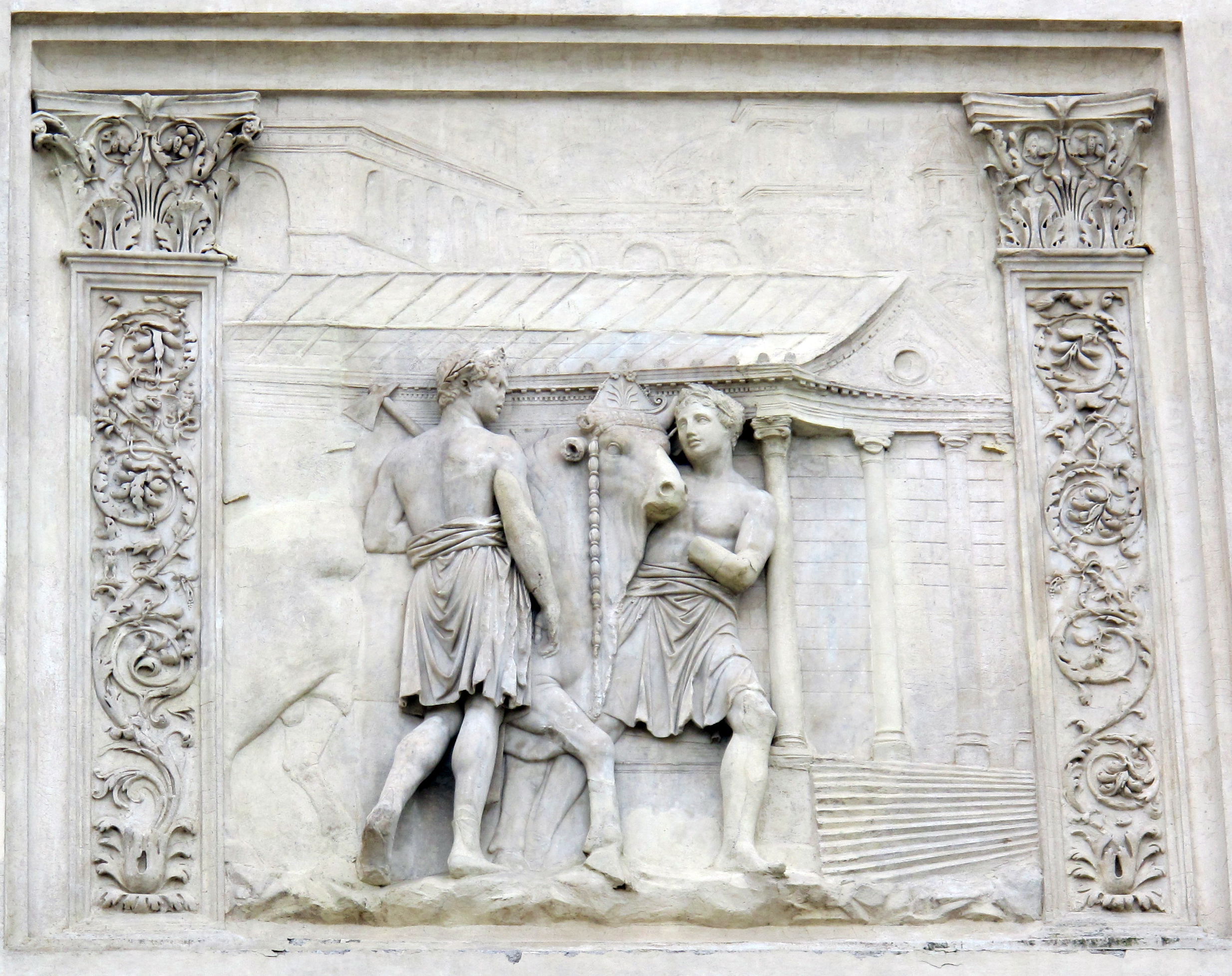
Temple de Magna Mater o Cíbele en un relleu actual de la Vil·la Mèdici, a Roma

Es va incendiar el 111 aC, tot i que l'estàtua de Quinta Cloèlia del seu interior va resultar il·lesa. Un tal Metelos, probablement el cònsol del 110 aC, el va restaurar; es va cremar de nou i el va restaurar August l'any 3 dC. Es va conservar intacte des de llavors fins al segle iv. L'esmenta com a lloc de cites amoroses Juvenal, durant els successos del 38 aC, i el segle iii.
L'agulla o imatge de pedra que s'hi guardava la descriu un autor posterior com a petita i situada dins d'una estàtua d'argent de la dea. Potser la traslladà Elagàbal al seu temple del Palatí.
Al cim de les escales de Cacus (Scalae Caci), al cantó oest del Palatí, hi ha les ruïnes d'un antic temple a prop de les quals s'han trobat inscripcions relacionades amb la Magna Mater, una part d'una colossal estàtua de dona asseguda en un tron, i un bocí d'una base amb urpes de lleons, els guardes de la dea. Aquestes ruïnes contenien un enorme podi fet de trossos irregulars de tova i peperino col·locats amb morter gruixut, i fragments de columnes i entaulament. Els murs del podi tenen 3,84 m de gruixària (els de la naos són una mica menys gruixuts) als costats i 5,50 m al fons; aquest gruix inusual, però, es deu al fet que el mur del fons és doble, amb un espai d'1,80 m entre les dues parts. Aquest mur tenia a l'exterior estuc, no pas amb opus quadratum. La llargada total del temple era de 33,18 m i la seva amplada de 17,10 m. Era un pròstil hexàstil, d'ordre corinti, i s'hi accedia per un tram d'escales que s'estenia a tota l'amplada del frontal. Des de la paret de darrere la naos projecta la base d'un pedestal sobre el qual devia ser l'agulla de pedra. El morter del podi pertany a l'època d'August, i com que els fragments arquitectònics conservats són de peperino és evident que la restauració d'aquest període es feu amb material de l'estructura primigènia. El caràcter d'aquestes restes i les inscripcions i objectes trobats a les ruïnes fan extremadament probable que es tracti del Temple de Cíbele, una identificació secundada per l'evidència d'una moneda de Faustina Major. Aquesta moneda representa un temple d'ordre corinti, amb teulada corba i un tram d'esglaons on hi ha l'estàtua de Cibeles amb una corona emmurallada asseguda al tron entre lleons. El temple també està representat en un relleu de la Vil·la Mèdici, abans atribuït a l'Ara Pacis.
Actualment s'accepta que l'estàtua asseguda d'una dea exposada en el Museu Palatí és de Cíbele, i pot procedir d'aquest temple.